# Gustavo Vassallo
Gustavo Enrique Vassallo Ferrari (Chiclayo, 6 de septiembre de 1978) es un exfutbolista italoperuano. Jugaba de delantero. Actualmente es Gerente Deportivo de Sport Boys de la Primera División del Perú.

## Biografía
Gustavo Vassallo nació en la ciudad de Chiclayo el 6 de septiembre de  1978. Actualmente tiene 46 años. Hizo sus estudios escolares en el Colegio San Agustín de su ciudad natal. A los catorce años, fue convocado para jugar por el Club Mariscal Nieto de la liga local. Posteriormente, fue contratado por el Club Francisco Cabrera de la Segunda División. 
Luego de terminar sus estudios escolares, viajó a Lima para seguir estudios universitarios. Paralelamente entrenó con las divisiones menores del Sporting Cristal, fue dirigido por Alberto Gallardo. Es conocido por hacer el gol del empate jugando por Cienciano ante el Flamengo de Brasil. Jugó varias temporadas en Sport Boys desde el 2004, haciendo dupla con Víctor Rossell, demostrando una buena racha goleadora.
En el extranjero jugó en España, Italia,Francia y Ecuador. También realizó breves pasantías en otros clubes tales como: Getafe en 2003 y Pontevedra en 2004, Académica de Coimbra en 2003, Aalborg en 2003.

## Selección Peruana
Ha sido internacional con la selección de fútbol del Perú en cinco ocasiones y ha marcado tres goles.

## Estadistícas
Como jugador
- Se suman 6 partidos y 3 goles con la selección de Perú.

| Club                      | País                | Año                 | Partidos | Goles |
| ------------------------- | ------------------- | ------------------- | -------- | ----- |
| Sporting Cristal          | Perú                | 1998-1999           | 11       | 3     |
| Juan Aurich               | Perú                | 1999                | 21       | 9     |
| Sporting Cristal          | Perú                | 2000                | 6        | 0     |
| OGC Niza                  | Francia             | 2000-2001           | 12       | 3     |
| KAA Gent                  | Bélgica             | 2001                | 16       | 2     |
| Palermo                   | Italia              | 2001-2002           | 11       | 0     |
| AS Roma                   | Italia              | 2002                | 1        | 0     |
| CD Alcalá                 | España              | 2003-2004           | 16       | 3     |
| Sport Boys                | Perú                | 2004-2005           | 56       | 23    |
| Sporting Cristal          | Perú                | 2006                | 31       | 10    |
| Universitario de Deportes | Perú                | 2007                | 24       | 4     |
| Cienciano                 | Perú                | 2007-2008           | 23       | 11    |
| Emelec                    | Ecuador             | 2008                | 7        | 0     |
| Juan Aurich               | Perú                | 2009                | 1        | 0     |
| Sport Áncash              | Perú                | 2009                | 17       | 2     |
| Universidad San Marcos    | Perú                | 2011                | 22       | 9     |
| Deportivo Coopsol         | Perú                | 2012                | 18       | 6     |
| Pacífico                  | Perú                | 2013                | 14       | 2     |
| Total en su carrera       | Total en su carrera | Total en su carrera | 322      | 91    |

## Palmarés

### Copas internacionales
| Título     | Equipo             | País | Año  |
| ---------- | ------------------ | ---- | ---- |
| Copa Kirin | Selección nacional | Perú | 2005 |